# 小行星20305
小行星20305（20305 Feliciayen）是一颗绕太阳运转的小行星，为主小行星带小行星。该小行星于1998年3月31日发现。

## 轨道参数
小行星20305的轨道半长轴为2.3010404 UA，离心率为0.077。